# 维莱特当通
维莱特当通（法語：Villette-d'Anthon，法語發音：[vilɛt dɑ̃tɔ̃]）是法国伊泽尔省的一个市镇，原属维埃纳区，2017年改属拉图尔迪潘区。

## 地理
维莱特当通（45°47'43"N, 5°6'57"E）面积22.8 平方千米，位于法国奥弗涅-罗讷-阿尔卑斯大区伊泽尔省，该省份为法国东南部内陆省份，北起顺时针与安省、萨瓦省、上阿尔卑斯省、德龙省、阿尔代什省、卢瓦尔省和罗讷省。
与维莱特当通接壤的市镇（或旧市镇、城区）包括：巴朗、圣莫里斯德古尔当、皮西尼昂、容村、昂通、雅内里亚。
维莱特当通的时区为UTC+01:00、UTC+02:00（夏令时）。

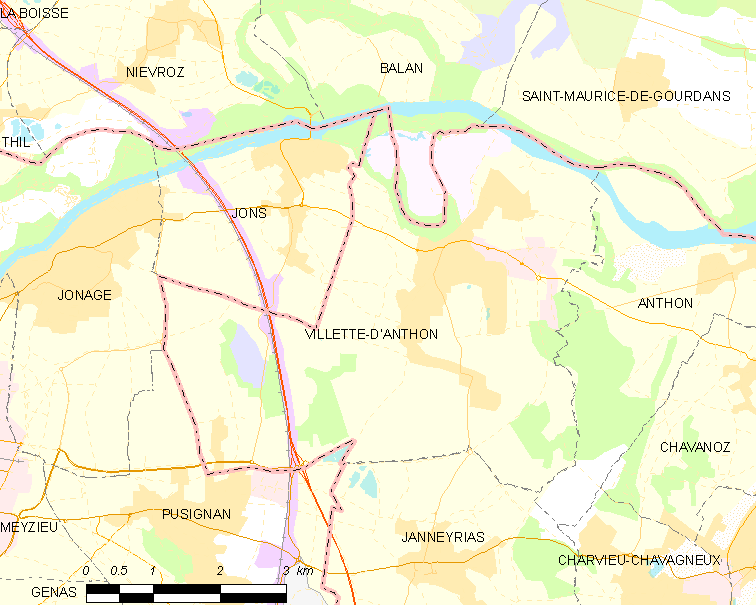
维莱特当通的OSM定位图

## 行政
维莱特当通的邮政编码为38280，INSEE市镇编码为38557。

## 政治
维莱特当通所属的省级选区为沙尔维约-沙瓦尼厄县。

## 人口

1962-2008年间维莱特当通人口变化图示

维莱特当通于2022年1月1日时的人口数量为5240人。